# آي إس إس برو إيفولوشن

قائمة إختيار المنتخبات الوطنية في طور المباراة الودية بلعبة آي إس إس برو إيفولوشن

آي إس إس برو إيفولوشن (بالإنجليزية: ISS Pro Evolution، المعروفة كذلك باسم وورلد سوكر: جايكو وينينغ إليفن 4 بالإنجليزية: World Soccer: Jikkyou Winning Eleven 4 في اليابان) هي ثالث لعبة فيديو في سلسلة آس إس إس برو وقد طُورت حصريًا للبلاي ستيشن من قبل كونامي كمبيوتر إنترتاينمينت طوكيو، وهي قسم من كونامي.
أُعيد إنشاء المحرك لتوفير حركات لاعب جديدة ورسوم متحركة ورسومات محسنة. أثناء الترويج للعبة، جرى استخدام سطور الوصف: «عوة ملك كرة القدم» و «هذه هي فعلاً كرة القدم!». ظهرت النسخة الجديدة من قوائم اللاعبين المحدثة، وأنماط اللعبة اللمدة المتعددة، والفرق (بما في ذلك فرق الأندية لأول مرة)، والملاعب، والإعدادات التي توفر محررًا متطورًا جدًا للاعب لا يقتصر فقط على إصدار الاسم. كانت اللعبة دقيقة في كل تفاصيلها وجوانبها، مثل حقيقة أنه يمكن اختيار قائد الفريق مع شارة القيادة على الذراع وتخصيص لون أحذية اللاعبين وإمكانية تخزين الإعادة على بطاقة الذاكرة وكذلك الفوز بالبطولات وفتح المكافآت. في هذا الإصدار، جرى تطوير نظام ون تو بشكل كبير حيث أصبح أحد أكبر التهديدات للخصم والمراوغة بما في ذلك الحيل الخادعة التي جرى تقديمها كخدعة جديدة في اللعبة.

## دوري الماستر
واحدة من الميزات الجديدة الرئيسية في آي إس إس برو إيفولوشن هي دوري الماستر. الدوري الممتاز هو دوري حصري يتكون من 16 نادي متضمنة في اللعبة تعكس أفضل الأندية الأوروبية في ذلك الوقت. بغض النظر عن الفريق الذي اخترت أن تلعب به فإن لاعبين الفريقه سيستبدلون بلاعبين خياليين. فكرة الدوري الممتاز، إلى جانب الفوز في المسابقة بأكملها، هي إكمال فرقة مع لاعبين حقيقيين بواسطة الانتقالات. تعتمد الانتقالات على تبادل اللاعبين بالنقاط التي تكتسبها وفقاً لسجل المباراة الخاص بك، والذي يُحتسب وفقًا للنتائج المحققة - الفوز يساوي 8 نقاط والتعادل 4 نقاط. تضاف نقاط المكافأة تبعاً لفرق الأهداف في نهاية المباراة إلى مجموع النقاط أيضاً (تَعدلت المكافأة لصعوبة دوري الماستر وبالتالي تمت مضاعفة فارق الأهداف على مستوى الصعوبة). عند الانتهاء من الدوري، ولعدم وجود فرق مختلفة، فإن الفرق في آخر الترتيب لا تهبط ولا وجود لصعود من درجة أدنى. بدلاً من ذلك، يبدأ دوري الماستر من البداية، حيث يحتفظ اللاعب بجميع اللاعبين الذين حصل عليهم من خلال الانتقالات. يمكن للاعب الاستمرار في لعب دوري الماستر ليقوم في النهاية بشراء مزيد من اللاعبين بنقاطه المكتسبة حتى ينشئ اللاعب فريقه الذي يرغب فيه لأن دوري الماستر لن ينتهي بعد كل موسم. يمكن تصدير فريق اللاعب خارج دوري الماستر لاستخدامه في أوضاع الألعاب الأخرى مثل وضع التدريب والمباريات.
نمط الماستر دوري موجود في كل الإصدار اللاحقة من سلسلة آي إيدس إس وبيس حيث تغير بعد عدة تعديلات وتحسينات عن النمط الموجود في هذه اللعبة.

## المحتوى
جرت زيادة عدد الفرق الدولية من الإصدار السابق. لا تزال الفرق غير مرخصة، رغم من وجود زي الذهاب والإياب الخاص بها ومجموعات أدوات حارس المرمى التي تحمل شعارات وشعارات رسمية. ومع ذلك، مثل آي إس إس برو 98، فإن أسماء اللاعبين ليست صحيحة، ولكن معظمها صحيح حال نطقه. ومع ذلك، فإن بعض اللاعبين لديهم أسماء حقيقية. وتشمل هذه اللاعبين ورافاييل ماركيز، وسول كامبل، وديفيد رجيس ومايك تايلور. وتكون كل فريق من 22 لاعبا.
في آي إس إس برو إيفولوشن ، للمرة الأولى جرى تضمين الأندية في اللعبة (يوجد 16 ناديًا في اللعبة، مثل نادي برشلونة) بالإضافة إلى الفرق الوطنية. ومع ذلك، يمكن تشغيل الفرق فقط في وضع نمط المهنة الجديد، إلا إذا قام اللاعب بتصدير الفريق على بطاقة الذاكرة. سُميت الأندية بأسماء المدن كإشارة إلى معادلاتها الحقيقية، مثل «غرب لندن الأزرق» و «رجل الأحمر» لتشلسي ومانشستر يونايتد (جرى تغيير هذا في الإصدارات الأحدث). وتمامًا مثل الفرق الوطنية، تتكون فرق النادي من 22 لاعبًا. تشكيلات الأندية هي الفعلية من موسم 1998/1999، فضلًا عن الزي الرسمي. فرق النادي ونمط المهنة لا يظهران في نسخة N64.
الملاعب العشرة المختلفة المدرجة في آي إس إس برو إيفولوشن لم تعد ملاعب عامة مسماة بترتيب الحروف كما كان الحال في النسخ السابقة (رغم وجود تقليد لاستاد ويمبلي القديم في آي إس إس برو 98). تغيرت أسماء عدة ملاعب فعلى سبيل المثال سمي ستامفورد بريدج باسم «بلو بريدج»، بينما يظهر أولد ترافورد ك«ستاد تراد برك».

## ملاعب شبيه بالواقعية
إن الملاعب الشبه واقعية في مظهرها للعبة آي إس إس برو إيفولوشن، ولكن صانعي اللعبة اضطروا بتغيير التسمية، كما قامت كونامي بجعل لاعبي المنتخب عدا اليابان تستعمل أسماءاً وهمية.
| البلد   | الإسم الإفتراضي        | الإسم الحقيقي       | المقر    |
| ------- | ---------------------- | ------------------- | -------- |
| فرنسا   | Stade du disque volant | ملعب فرنسا          | سان دوني |
| ألمانيا | Olympia Stadion        | الملعب الأولمبي     | برلين    |
| إنجلترا | Apex Twin              | ملعب ويمبلي         | لندن     |
| إيطاليا | San Siro di Lombardia  | سان سيرو            | ميلانو   |
| ألمانيا | Bayern Stadion         | ملعب ميونخ الأولمبي | ميونخ    |
| هولندا  | Postbus Arena          | أمستردام أرينا      | أمستردام |
| فرنسا   | Parc des General       | بارك دي برينس       | باريس    |
| تشيلي   | Plaza de Santiago      | ملعب تشيلي الوطني   | سانتياغو |
| ماليزيا | Pacific Stadium        | ملعب شاه عالم       | شاه عالم |
| إنجلترا | Trad Brick             | أولد ترافورد        | مانشستر  |

## الإستقبال
| استقبال |        |
| --- | ------ |
| الدرجات الإجمالية المجموع نقاط غيم رانكينغز 73% [ 2 ] ميتاكريتيك 94/100 [ 3 ] نتائج المراجعة نشرة نقاط كمبيوتر آند فيديو غيمز 5/5 فاميتسو 31/40 [ 4 ] آي جي إن 5.1/10 [ 5 ] مجلة بلاي ستيشن الرسمية (الولايات المتحدة) 9/10 |        |
| الدرجات الإجمالية |        |
| المجموع | نقاط   |
| غيم رانكينغز | 73%    |
| ميتاكريتيك | 94/100 |
| نتائج المراجعة |        |
| نشرة | نقاط   |
| كمبيوتر آند فيديو غيمز | 5/5    |
| فاميتسو | 31/40  |
| آي جي إن | 5.1/10 |
| مجلة بلاي ستيشن الرسمية (الولايات المتحدة) | 9/10   |

- «أفضل لعبة كرة قدم على الإطلاق»، 5/5، مجلة ألعاب الفيديو والكمبيوتر.
- «تأخذ الأنفاس في كل جانب»، 9/10، مجلة بلاي ستيشن الرسمية.
- «أفضل لعبة كرة قدم شهدناها على الإطلاق»، 97٪، مجلة بلاي.
- «آي إس إس هي لعبة رائعة للغاية!»، 98٪، مجلة بلاي ستيشن باور.

بالإضافة إلى عدة استعراضات أخرى، فازت اللعبة أيضًا بجائزة إي سي تي إس إنترآكتيف للترفيه في العام 1999.